# 虚舟普度
虚舟普度（きょしゅう ふど）は、宋代から元代にかけて活動した禅僧である。松源下3世。

## 生涯
慶元5年（1199年）、揚州江都県で生まれる。俗姓は史氏。揚州天寧寺で出家した後、武林東堂院の祖信を始め江南の諸師に歴参して饒州薦福寺の無得覚通の法を嗣いだ。金陵半山報寧禅寺・潤州金山龍游寺・潭州鹿苑褒忠寺・撫州疏山白雲寺・蘇州承天寺ならびに杭州中天竺寺の住持を経て杭州霊隠寺に勅住した。至元14年（1277年）に径山寺に移ってその復興に携わった。
至元17年4月24日（1280年5月24日）示寂。法嗣は古林清茂・竺元妙道ならびに断江覚恩の3名を数える。語録として虚舟和尚語録がある。法嗣は虎巌浄伏・桂堂瓊林・竺西妙坦ならびに玉山徳珍の4人がいた。